# Chicas de Nueva York (película de 1986)
Chicas de Nueva York es una película independiente realizada en 1986, escrita, producida y dirigida por Lizzie Borden, en la que se describe un día en la vida de unas prostitutas de alto standing en un apartamento de Manhattan. Es considerada un retrato feminista.
En 1987 fue nominada al Gran Premio del Jurado en el Festival de cine de Sundance, y ganó el Premio Especial del Jurado.

## Reparto
| Actor               | Personaje           | Notas                            |
| ------------------- | ------------------- | -------------------------------- |
| Louise Smith        | Molly               |                                  |
| Deborah Banks       | Diane               |                                  |
| Liz Caldwell        | Liz                 |                                  |
| Marusia Zach        | Gina                |                                  |
| Amanda Goodwin      | Dawn                |                                  |
| Boomer Tibbs        | Bob                 |                                  |
| Eli Hasson          | Hasid               | Voz                              |
| Tony Whiting        | Cliente de Gina     | Voz                              |
| Richard M. Davidson | Jerry               | Acreditado como Richard Davidson |
| Ronald Willoughby   | John                |                                  |
| Paul Slimak         | Jay                 |                                  |
| Frederick Neumann   | Fantasy Fred        | Acreditado como Fred Neumann     |
| Patience Pierce     | Kathy               |                                  |
| Ellen McElduff      | Lucy                |                                  |
| Grant Wheaton       | Robert              |                                  |
| Richard Leacock     | Joseph              |                                  |
| Martin Haber        | Don                 |                                  |
| Carla-Maria Sorey   | Debbie              |                                  |
| Michael Holland     | Miles               |                                  |
| Dan Nutu            | George, el cocinero |                                  |
| Ron Manning         | Charles             |                                  |
| Fred Baker          | Druggist            |                                  |
| Janne Peters        | April               |                                  |
| Norbert Brown       | Neil                |                                  |
| Helen Nicholas      | Mary                |                                  |
| Benjamin Egbuna     | Bongo               |                                  |
| Chan Lee            | Joe                 |                                  |
| Raymond Moy         | Bill                | Acreditado como Ray Moy          |
| Yu Lu               | Spareribs           |                                  |
| Roger Babb          | Paul                |                                  |
| Saunder Finard      | Elliot              |                                  |